# Ectrepesthoneura gracilis
Ectrepesthoneura gracilis är en tvåvingeart som beskrevs av Edwards 1928. Ectrepesthoneura gracilis ingår i släktet Ectrepesthoneura och familjen svampmyggor. Inga underarter finns listade i Catalogue of Life.